# Camcopter S-100

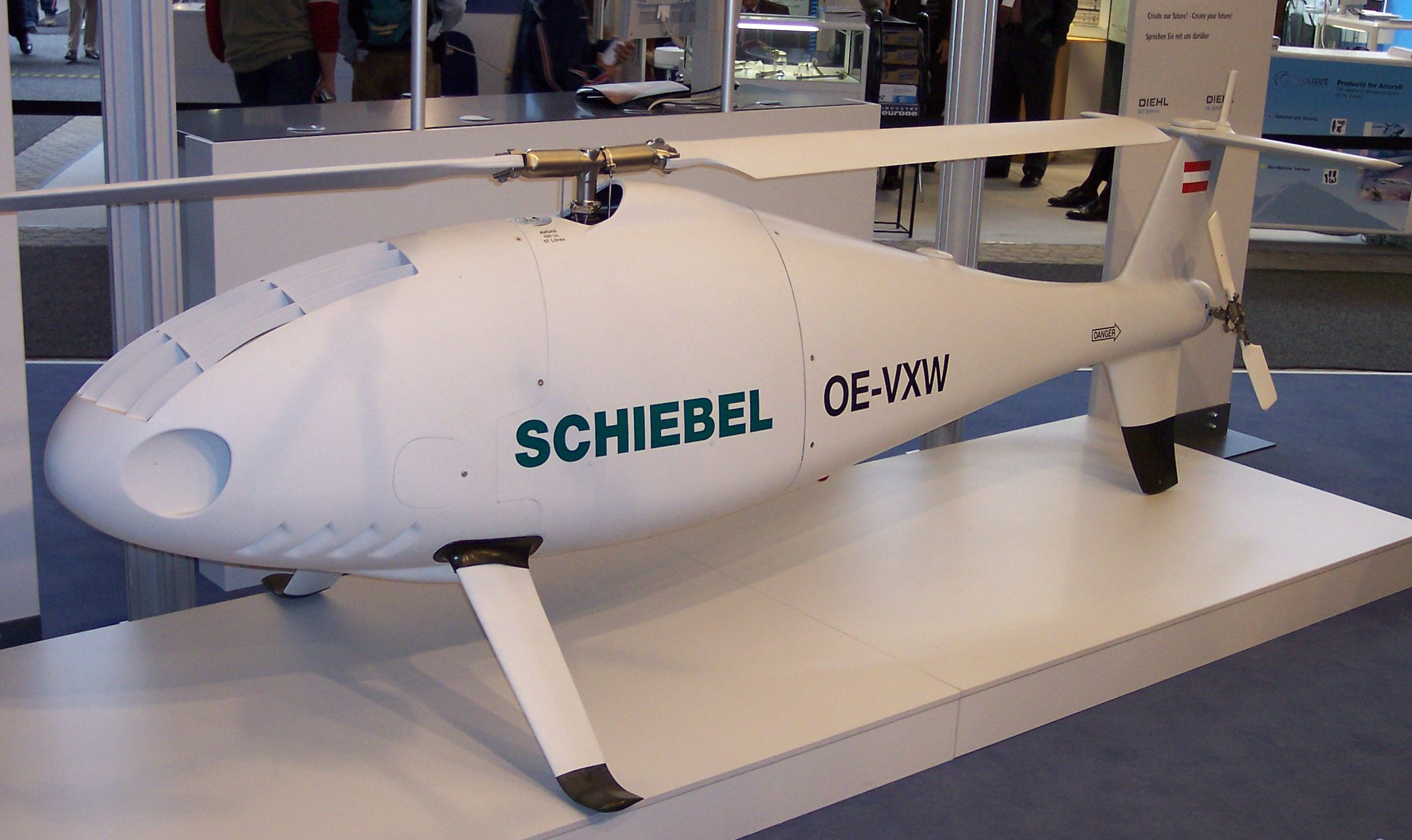
Camcopter S-100

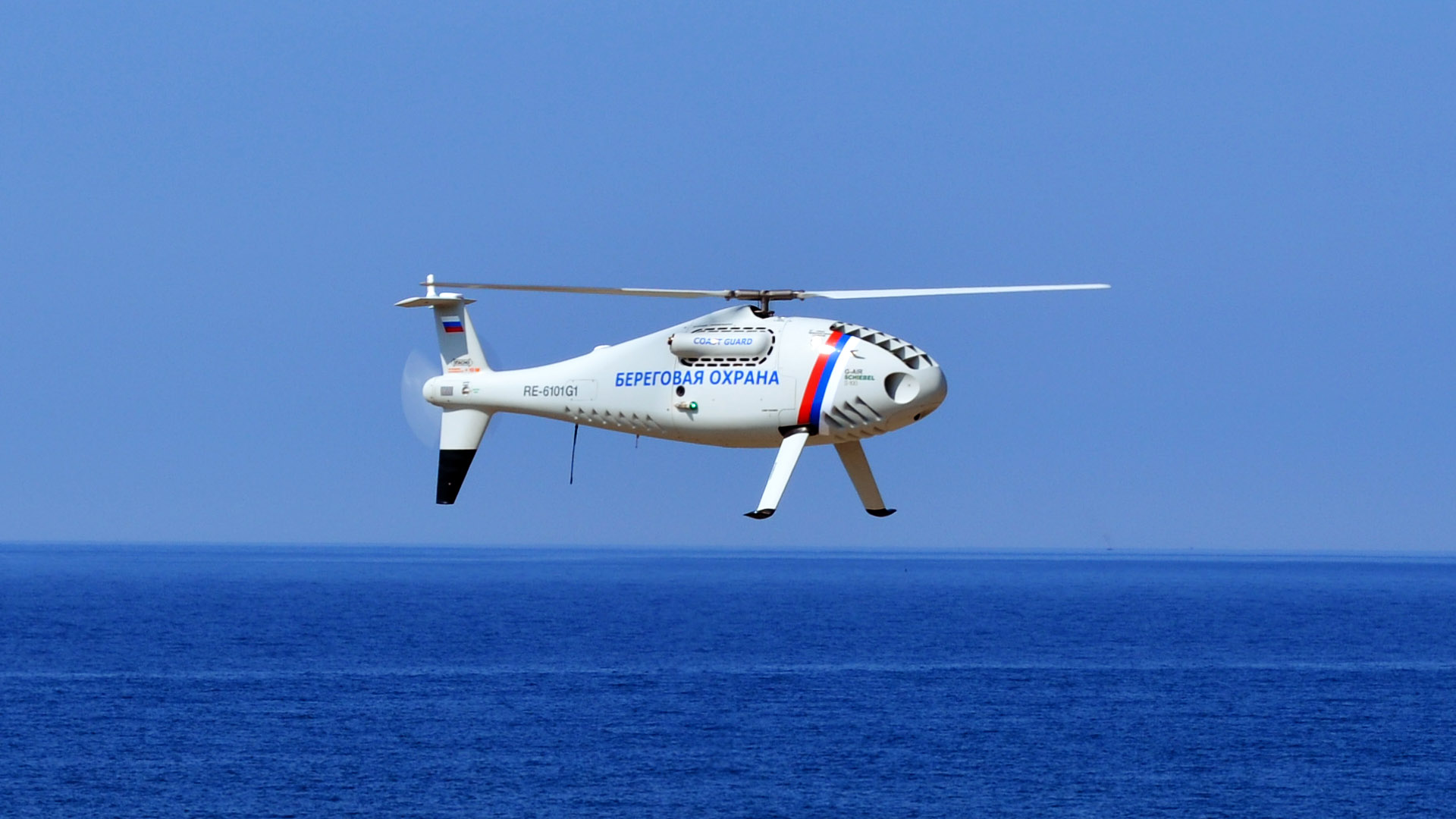
Gorizont G-Air S-100

Camcopter — многоцелевой беспилотный вертолёт (БПЛА). Разработан и создан австрийской фирмой Schiebel с участием немецкой компании Diehl BGT Defence. Разработка велась с 2003 по 2005 год.

## История
По заявлению разработчиков, на сегодня S-100 Camcopter способен выполнять в автоматическом режиме взлёт и посадку по-вертолётному. Имеет возможность управления в автоматическом (с использованием приёмника сигналов GPS) и ручном (оператор наземного КП) режимах, а также способен осуществлять посадку на вертолётную палубу корабля без использования дополнительного посадочного оборудования (системы принудительной посадки). Последнее было подтверждено в 2011 году — испытания S-100 Camcopter тогда проходили на борту фрегата УРО проекта 21 из боевого состава ВМС Пакистана и на борту сторожевого корабля испанской береговой охраны. S-100 Camcopter на практике подтвердил способность безаварийно осуществлять посадку на палубу корабля на ходу, при волнении моря до 3 баллов.
В активе компании «Шибель» — крупный экспортный контракт на 80 БЛА типа S-100 Camcopter, заключённый в марте 2006 г. с вооружёнными силами ОАЭ. После успешного завершения всех необходимых приёмо-сдаточных испытаний аппарат был принят на вооружение национальной армии, а разработчик открыл на территории ОАЭ специальную сборочную линию. На сегодня заказчик эксплуатирует 52 беспилотных вертолёта данного типа, а общее число выпущенных «Камкоптеров» достигло уже восьми десятков, из которых несколько регулярно совершают испытательные полёты. Находящийся в Вене (Австрия) завод компании «Шибель» сегодня выпускает БЛА типа S-100 Camcopter с темпом четыре машины в месяц.
Несмотря на то, что официально возможность серийного выпуска вооружённой версии S-100 Camcopter разработчиком не подтверждается (однако на выставке в Фарнборо в 2008 г. этот БЛА демонстрировался с перспективной ракетой LMM), стало известно об успешном проведении огневых лётных испытаний, в ходе которых с борта S-100 выполнялась стрельба ракетой LMM. Это подтверждает демонстрационный ролик на презентационном компакт-диске компании «Шибель», на котором имеется и видеозапись статических огневых испытаний этой же ракеты с британского БЛА «Херти».
Что касается «Лёгкой многоцелевой ракеты» LMM, то её разработка ведётся специалистами компании «Талес» с 2007 г. в рамках концепции «асимметричной войны» (причём разработка — инициативная, но запущенная на основе полученных многократных запросов со стороны различных заказчиков). Её назначение — поражение малоразмерных объектов (моторные лодки, легковые автомобили и т. п.), используемых преимущественно повстанческими группировками и террористами. Стартовая масса ракеты — всего 13 кг, она универсальна по носителю и способна эффективно поражать достаточно широкий спектр целей. В перспективе «Талес» рассматривает возможность оснащения ракеты недорогой полуактивной лазерной головкой самонаведения.
Таким образом, уже в ближайшее время у единственного пока боевого БЛА вертолётного типа — американского «Файр Скаута» — может появиться достойный конкурент, хотя, конечно, он находится в более лёгкой весовой категории. В этом случае S-100 Camcopter сможет дополнять собой американский вооружённый беспилотный вертолёт, уже стоящий на вооружении ВС США и достаточно хорошо зарекомендовавший себя в последних боевых операциях.
Первый заказ на 40 аппаратов поступил из армии ОАЭ. Поступили заявки из ещё трёх стран. Всего заказано около 200 БПЛА. Фюзеляж собран из композитных материалов. Навигация осуществляется с помощью системы GPS, ГЛОНАСС. Управление может осуществляться на расстоянии до 50, 90 и 200 километров от базы в зоне прямой радиовидимости (зависит от выбранной антенны главного канала связи). ОАО «Горизонт» (Ростов-на-Дону) совместно с Schiebel наладили производство беспилотных вертолётов в России, где комплекс носит название БАК «Горизонт Эйр S-100».
Разработан как вертолёт вертикального взлёта и посадки (VTOL). Не требуется ни ВПП, ни специального наземного авиационного оборудования. Может базироваться на судах, морских платформах, водных сооружениях. Предназначен для решения широкого спектра задач. Может нести различную полезную нагрузку (до 50 кг). 
Области применения:
— Обеспечение безопасности на море.
— Мониторинг ЛЭП.
— Мониторинг наземного и надводного пространства.
— Осуществление проводки судов в сложных ледовых условиях.
— Обнаружение и контроль очагов экологических катастроф природного и техногенного происхождения (пожары, разливы нефти, прорывы нефте- и газопроводов и пр.)
— Участие в поисково-спасательных мероприятиях при возникновении чрезвычайных ситуаций.
Автономность:
полностью автономный взлёт, навигация по точкам маршрута и приземление. Модули пилотирования и полётного контроля осуществляют привязку координат к карте и показывают местонахождение S-100 в режиме реального времени на экране с цифровой картой, соответствующем приборной панели самолёта с интегрированными контрольными данными. Компьютер контроля полезной нагрузки даёт оператору возможность вести постоянное наблюдение за конкретными показателями, исходя из данных полётного задания, видео- и фотосъёмку. В случае потери связи автоматически возвращается на исходную точку. 
Навигация:
дублирующие друг друга инерционная и географическая информационная (INS и GPS/ГЛОНАСС) системы навигации — гарантируют точность маршрута и стабильность полёта. Данные пилотирования и полётного контроля выводятся на экран рабочего места пилота. Передача данных/видеоизображения: полностью цифровое, сжатое видеоизображение (до 4 параллельных видеоканалов) с оптико-электронного модуля передаётся в режиме реального времени на наземную станцию сбора информации, где отображается непосредственно на экране рабочего места оператора. 
Прочность и надёжность:
Модульная конструкция, с фасеточной фюзеляжной раковиной, производится из крепкого и лёгкого материала композитных карбоновых волокон «Монокок»; двигатель — из высокопрочного титана и алюминия. Количество механических частей, имеющих ограниченный срок эксплуатации, сведено до абсолютного минимума. 
Связь:
Интерфейс LAN представляет собой надёжный канал для передачи навигационно-эксплуатационных данных наземной станции, осуществляя также связь и с другими источниками информации по сети Ethernet.

## Модификации
Модульная схема наземной станции, состоящей из двух портативных компьютеров (полётное задание и навигация, эксплуатация полезной нагрузки и обработка видеоматериала), может быть расширена и модифицирована. Подготовка полётного задания осуществляется на основе данных GPS/ГЛОНАСС, для контроля условий полёта могут быть, кроме того, использованы данные географических информационных систем (GIM) — зоны опасности, запреты на полёты и пр. 

## Характеристики
Стандартная дальность передачи данных: 80/180 км (43/97 nm).
Максимальная скорость: 120 узлов (220 км/ч).
Крейсерская скорость: 55 узлов (100 км/ч) (для увеличения радиуса полёта).
Максимальное время полёта: не менее 6 часов с полезной загрузкой в 25 кг.
Максимальный взлётный вес: 200 кг.
Cухой вес: 100 кг.
Размеры: 
— длина: 3110 мм.
— высота: 1040 мм.
— ширина: 1240 мм.
Диаметр главного винта: 3400 мм.
Двигатель: ДВС Austro Engine AE50R Wankel, 55 лс / 41 кВт (в 2012 году испытывался с двигателем Scheiebel, способным работать на реактивном топливе — JP-5, Jet-A1, JP-8). 
Стоимость аппарата на 2019 год в районе 150 млн.руб.
2005 год. Первым покупателем S-100 выступила Армия ОАЭ, заказавшая 40 беспилотников с возможным расширением заказа ещё на 40. 
Октябрь 2007 Испытывался ВМС Индии. 
Март 2008 Испытывался ВМС Пакистана. 
Апрель 2008 Испытывался береговой охраной Испании. 
Август 2008 Испытывался ВМС Германии. 
Сентябрь 2008 Испытывался ВМС Франции. 
Апрель 2009 4 беспилотника S100 были приобретены Ливией 
2010. ВМС Китая закупили 18 систем на базе Siebel. Предположительно этими БЛА оснащаются китайские фрегаты Type 054
Февраль 2011 Иордания получила 2 S-100s 
Ноябрь 2011 Россия провела успешные испытания собранного по лицензии Siebel беспилотника Gorizont Horizon) Air S-100 с борта патрульного корабля «Рубин». 
Июль 2013 Испытания S-100 на Королевском Австралийском флоте.
Февраль 2014 ВМС Италии выбрали S-100 в качестве основного БЛА для использования в составе флота.
2014—2015 Применяется наблюдателями ОБСЕ на Украине для отслеживания за режимом прекращения огня. 
2015.10 Суммарный объём зарубежных продаж достиг 200 единиц. Известные модификации: OE-VXX, OE-VXV, OE-VXW. 
23 октября 2014 года в районе Мариуполя (Украина) миссия ОБСЕ запустила Camcopter S-100 для наблюдения в этом районе.
В 2017 году проведены испытания «Горизонт Эйр S-100», в арктических условиях на ледоколе «Новороссийск». Беспилотник продемонстрировал свою полную применяемость в арктических условиях, успешно выполняя взлёты и посадки с палубы ледокола. В ходе «арктического» похода беспилотник имел специальную окраску для условий Севера, а в качестве целевой нагрузки — оптическую систему и малогабаритную радиолокационную станцию. При этом «Горизонт Эйр S-100» осуществлял автоматическую посадку на палубу корабля. На беспилотнике установлена система датчиков и вертолёт при волнении автоматически выравнивает себя относительно палубы и осуществляет нормальную посадку. Испытания подтвердили возможность использования БЛА типа «Горизонт Эйр S-100» для базирования на ледоколах, в связи с чем перспективные российские ледоколы планируется оснастить комплексами вертолётного типа. Несколько проектов ледоколов с атомными и обычными силовыми установками, в частности новые ледоколы типа ЛК-25, предусматривают применение БЛА.
На 2017 год, по разным данным, в России произведено около 30 единиц техники.
В 2017 году на восьмом Международном военно-морском салоне МВМС-2017, ОАО «Горизонт» в очередной раз продемонстрировало «Горизонт Эйр S-100» в трёх вариантах с различным оснащением. Используются Береговой охраной Пограничной службы ФСБ России, а также стоят на вооружении пограничного сторожевого корабля (ПСКР) «Дозорный»

## Эксплуатанты
- Австралия
- Бельгия
- Германия

- Египет

- Индия

- Иордания

- Италия

- Китай

- Ливия
- Мальта

- ОАЭ

- Россия (производство по лицензии под названием «Горизонт»)

- Румыния
- Таиланд
- Тунис
- США